# 아카디아의 전설
《아카디아의 전설》(영어: Tales of Arcadia 테일즈 오브 아카디아[*])은 넷플릭스에서 방영하는 판타지 애니메이션으로 기예르모 델 토로가 제작을 담당하였다.
아카디아 옥스(Arcadia Oaks)라는 작은 교외 마을을 배경으로 하고 있으며 트롤헌터, 3언더, 위저드 이렇게 3개의 시리즈로 되어있다.
기예르모 델 토로가 집필한 청소년 판타지 소설 트롤헌터가 원작인 시리즈로서 드림웍스 애니메이션이 트롤헌터를 애니메이션화할 계획을 하자 기예르모 델 토로 또한 참가하여 총 제작을 담당하게 되었으며 트롤헌터 완결 이후에도 후속 시리즈인 3언더와 위저드를 발표하여 세계관을 확장하고 시리즈를 이어갔다.

## 이야기
트롤 헌터, 짐 레이크 주니어라는 소년, 트롤 헌터가 될 수있는 최초의 인간이 된다. 악순환군주, 군마가 이끄는 껌 검름스 (Gunmar) 가 이끄는 비밀 영역에 살고있는 트롤과 표면 세계에 살고있는 인간으로 알려진 육식 트롤의 침략에서 모두 보호의 의무를 들고스컬크러셔. 3에서, 외계인 행성 Akiridion-5에 살고 아자 크렐 타론라는 이름의 두 왕실 형제는 자신의 집이 발 모란도라는 사악한 장군에 의해 점령 될 때 지구로 탈출해야한다. 위저즈에서는 도우시 카스페란 (Douxie Cassperan)이라는 이름의 마법사 훈련은 Arcadia Oaks (Arcadia Oaks) 와 세계의 미래를 구하기 위해 신비한 주문과 함께 전투에서 중세 카멜롯 (Camelot)으로 시간을 굽는 모험을 떠나야 한다. 마지막으로 트롤 헌터: 타이탄의 상승, 그들 모두는 아카디아는 지금 수렴이 초자연적 인 세계의 운명을 결정하는 마법의 통제를위한 종말 전투의 위기에 마지막 시간 동안 힘에 합류해야한다.

## 시리즈

### 트롤헌터(Trollhunters)
《트롤헌터: 아카디아의 전설》(영어: Trollhunters: Tales of Arcadia 트롤헌터스: 테일즈 오브 아카디아[*])은 아카디아의 전설 첫번째 작품으로서 2016년부터 2018년까지 방영하였다.
총 3시즌으로 구성되어 있으며 시즌 1은 26화, 시즌 2와 3은 13화이다.
최초의 인간 트롤헌터로 선택받은 소년 짐 레이크 주니어와 짐의 친구 토비 돔잘스키, 클레어 누녜즈가 인간세계와 트롤세계를 구하기 위해 싸워나가는 이야기를 다루고 있다.

### 3언더(3Below)
《3언더: 아카디아의 전설》(영어: 3Below: Tales of Arcadia 쓰리 빌로우: 테일즈 오브 아카디아[*])은 아카디아의 전설 두번째 작품으로서 2018년 12월 21일부터 2019년 7월 12일까지 공개되었다.
총 2시즌으로 구성되어 있으며 시즌 1과 2는 13화이다.
외계 행성 아키리디온-5(Akiridion-5)의 왕족인 크렐 타론 왕자와 아자 타론 공주 그리고 이 둘을 보좌하는 바르바토스 벡스가 아카리디온-5 행성의 혼란을 피해 도망치다가 아카디아 옥스에 불시착하면서 지구생활에 적응하고 자신들을 위협하는 현상금 사냥꾼들에게 쫓기는 이야기를 다루고 있다.

### 위저드(Wizards)
《위저드: 아카디아의 전설》(영어: Wizards: Tales of Arcadia 위저즈: 테일즈 오브 아카디아[*])은 아카디아의 전설 세번째 작품으로서 2020년 8월 7일에 총 10화로 공개되었다.
아카디아 옥스에 있는 마법사, 트롤, 외계인들이 힘을 합쳐서 세계의 위협에 맞서 싸우는 이야기를 다루고 있다. 히저둑스 카스프린(둑시)가 주인공, 마법조수고양이 아치, 멀린도 나온다